# فرودگاه لوئی‌توکی‌توک
فرودگاه لوئی‌توکی‌توک (به انگلیسی: Loitokitok Airport) یک فرودگاه همگانی، غیرنظامی است که یک باند فرود سنگفرش دارد و طول باند آن ۱۰۰۰ متر است. این فرودگاه در کشور کنیا قرار دارد و در ارتفاع ۱۶۲۲ متری از سطح دریا واقع شده است.